# Gueuze
Gueuze – rodzaj piwa belgijskiego, które powstaje przez zmieszanie kilku roczników lambica, a następnie ponownie fermentuje w butelkach typu szampańskiego. Stary lambik dostarcza aromat i smak, natomiast młody – cukier pozwalający na kontynuowanie fermentacji. Takie mieszanie pozwala również na uśrednienie smaku, który może się znacznie różnić pomiędzy poszczególnymi markami.
Kupienie oryginalnego gueuze może okazać się bardzo trudne, gdyż na rynku można dostać raczej różne gueuzopodobne piwa, które są znacznie przesłodzone aby przytłumić kwaskowatość piwa. Jednym z niewielu browarów robiącym gueuze, jak i inne piwa lambiczne w tradycyjny sposób jest browar Cantillon w Brukseli.